# Remetské Hámre
Remetské Hámre (bis 1948 slowakisch „Remetské Hámry“; ungarisch Remetevasgyár) ist ein Ort und eine Gemeinde im äußersten Osten der Slowakei, mit 542 Einwohnern (Stand 31. Dezember 2024).

## Geographie
Die Gemeinde liegt am Südhang des Vihorlatgebirges am rechten Ufer der Okna, 13 Kilometer von Sobrance und 27 Kilometer von Michalovce entfernt. Etwa 10 Kilometer nördlich des Ortes liegt im Vihorlatgebirge der See Morské oko („Seeauge“).

## Geschichte
Der ursprüngliche Ort namens Hámre entstand im späten 18. Jahrhundert in der Gemarkung Potašňa (etwa 5 km weiter flussaufwärts) als eine typische Arbeitersiedlung bei Hammerwerken, am Gut des Adelsgeschlechts Sztaray. Nach der Gründung eines Eisenwerks im 19. Jahrhundert ist die Siedlung auf den heutigen Standort umgezogen. 1828 hatte sie 68 Häuser und 467 Einwohner. Das Eisenerz förderte man am Berg Mochnatý vrch und den Lehm beim See Morské oko. Das gewonnene Eisenerz wurde in drei Hammerwerken verarbeitet. Den größten Aufschwung erlebte der Ort nach 1864, als der Unternehmer Ignác Gross ein Walzwerk, eine Gießerei und später ein Werk zur Herstellung der landwirtschaftlichen Werkzeuge. Im frühen 20. Jahrhundert ging es aber mit dem ganzen Unternehmen bergab, bis es 1922 völlig niedergebrannte. Nach der Schließung des Unternehmens gründete man eine Säge, die teilweise noch heute in Betrieb ist.

## Bevölkerung
| Jahr                | 1994 | 2004    | 2014    | 2024    |
| ------------------- | ---- | ------- | ------- | ------- |
| Anzahl der Personen | 704  | 658     | 598     | 542     |
| Unterschied         |      | −6,53 % | −9,11 % | −9,36 % |

| Jahr                | 2023 | 2024    |
| ------------------- | ---- | ------- |
| Anzahl der Personen | 553  | 542     |
| Unterschied         |      | −1,98 % |

## Sehenswürdigkeiten
- römisch-katholische Kirche aus dem frühen 19. Jahrhundert
- Ausgangspunkt in verschiedene Ziele im Vihorlatgebirge, wie z. B. See Morské oko
- Denkmal an die Schmalspurbahn Michalovce–Morské oko